# عدم الإنكار
عدم الإنكارهو التيقن من الجهة التي قامت بعمل ما متصل بالمعلومات وعدم القدرة على إنكار قيامها فعلا بهذا العمل. بذلك تتوفر حجة إثبات بأن تصرفا ما قد تم من جهة ما في وقت معين، فمثلا، للتأكد من وصول بضاعة تم شراؤها عبر شبكة الإنترنت إلى صاحبها، ولإثبات تحويل المبالغ إلكترونيا، هناك وسائل عديدة تؤمن ذلك كالتوقيع الإلكتروني والمصادقة الإلكترونية. يستخدم في التوقيعات الرقمية، المقدرة على اظهار سلامة ومنشأ البيانات الموقعة إلكترونيا والتأكيد على أن وسائل إثبات ذلك لا يمكن دحضها.